# Itzhak Goldberg
Itzhak Goldberg né le 1er mai 1949, est un universitaire, professeur émérite de l’université Jean Monnet, et un historien de l'art, spécialiste de  l’art moderne et contemporain. Il est également commissaire d’exposition.

## Biographie
Itzhak Goldberg est l'auteur de « Jawlensky ou le visage promis », thèse soutenue en 1991.  Maître de conférences à l’université d’Aix-en-Provence (1994-1998), puis à l'Université Paris-Nanterre de 1999 à 2012, il obtient un poste de professeur à l'université Jean Monnet de Saint-Etienne en 2013. À partir de cette date, il est chercheur au Centre interdisciplinaire d'études et de recherches sur l'expression contemporaine (CIEREC) jusqu'en 2018.
En tant qu’historien de l’art, ses recherches ont pour sujets principaux les représentations et défigurations du paysage et du visage dans l’art moderne et contemporain, l’expressionnisme — en particulier chez Alexej von Jawlensky —, les installations, l’œuvre de Marc Chagall et l’art en Israël et en Palestine. 
Critique d’art pendant vingt-cinq ans à Beaux Arts magazine, il est depuis 2003 membre de l’Association internationale des critiques d'art (AICA). En 2013, il commence à écrire des chroniques dans Le Journal des arts, où ses articlesabordent tant les mouvements picturaux que les peintres et les œuvres d'art visuel des XXe et XXIe siècles. 
Itzhak Goldberg est par ailleurs commissaire d’exposition.

## Publications

### Ouvrages
- Avec Françoise Monnin, La Sculpture moderne, Paris, Scala, co-éditeur Centre national d'art et de culture Georges-Pompidou, décembre 1995, 126 p. (ISBN 978-2-86656-408-7, présentation en ligne).
- Jawlensky ou le visage promis, Paris, éditions L'Harmattan, coll. « Ouvertures philosophiques », 1998, 258 p. (ISBN 978-2-7384-6569-6, lire en ligne).
- Marinette Cueco, Paris, Cercle d'art, 1998, 96 p. (ISBN 978-2-7022-0543-3, OCLC 40323897)[10].
- Installations, Paris, CNRS Éditions, 2014, 320 p. (ISBN 978-2-271-08016-5, lire en ligne)[6].
- Expressionnisme, Paris, éditions Citadelles & Mazenod, 5 avril 2017, 416 p. (ISBN 978-2-85088-744-4, lire en ligne).
- Chagall, Paris, éditions Citadelles & Mazenod, 2019, 382 p. (ISBN 978-2-85088-786-4)[11].

### Direction d’ouvrages
- Avec Fabrice Flahutez (dir.) et Panayota Volti (dir.), Visage et portrait, visage ou portrait : [actes de la journée d'études tenue le 16 mai 2007 à l'Université de Paris Ouest Nanterre], Paris, Presses universitaires de Paris Ouest, 2010, 190 p. (ISBN 978-2-84016-045-8, lire en ligne).
- L’Art du vide, éditions CNRS, coll. Génétique, Paris, 2017  (ISBN 9782271116154) [12].
- Lieux communs, l'art du cliché, CNRS Éditions, 2019, 240 p. (ISBN 978-2-271-12672-6, présentation en ligne).

### Catalogues d'exposition (chapitres ou préfaces)
- 1996 :
  - « Terra mater », Emil Nolde : aquarelles et gravures. Catalogue d'exposition, Paris, Musée-Galerie de la Seita.
  - « Signes de Terre», Avi Trattner et Asim Abu-Shakra. Catalogue d'exposition, Paris, Musée-Galerie de la Seita[13].
  - « Entre le politically correct et l'artistically correct ou l'art collectif et la politique font-ils bon ménage ? »,   Face à l'histoire, 1933-1996 :  l'artiste moderne devant l'événement historique. Catalogue d'exposition, Paris, Centre national d'art et de culture Georges-Pompidou/Musée national d'Art moderne.
- 1998 : « La mémoire gravée » , L’Amérique de la dépression : Artistes engagés des années 1930. Catalogue d'exposition, Paris, Musée-Galerie de la Seita.
- 1999 :
  - « Faire et défaire, c'est toujours faire », Elles tissent le monde. (Weaving the World, contemporary Art of Linear Construction). Catalogue d'exposition, Yokohama, Japon, Musée d'art de Yokohama.
  - « Clichés de clichés », Photographes en Algérie au XIXe siècle. Catalogue d'exposition, Paris, Musée-Galerie de la Seita.
- 2000 : « L'impression de la mémoire », Jean-Marc Cerino. Savoir, c'est se souvenir, Catalogue d'exposition, Musée de Bourgoin-Jallieu.
- 2008 : « Je crois à la lune et au soleil »,  Emil Nolde : Les images non-peintes. Catalogue d'exposition, Les Sables-d’Olonne, Musée de l’Abbaye Sainte-Croix.
- 2009 : 
  - « Promesse d’un passé antérieur, le nu féminin chez Bonnard », Bonnard. Catalogue d'exposition, Lodève, Musée de Lodève.
  - « L’arbre dans l’œuvre de Baselitz », Baselitz. Catalogue d'exposition, Toulon, Hôtel des arts.
  - « Le portrait rêvé chez Rodin », Rodin : La fabrique du portrait. Catalogue d'exposition, Paris, Musée Rodin.
  - « La femme mélancolique chez Gruber », Gruber. Catalogue d'exposition, Musée des Beaux-Arts de Nancy.
  - « Ni tout à fait la même ni tout à fait une autre : La Série chez Dufy », Raoul Dufy : Le Plaisir, Musée d'Art moderne de la ville de Paris.
- 2010 : « Ici, la réalité est du côté du peintre : dans le bleu épais », Morandi, l’abstraction du réel. Catalogue d'exposition, Toulon, Hôtel des Arts).
- 2011 :
  - « Valtat : un fauve à l’écart », Louis Valtat, indépendant et précurseur. Catalogue d'exposition, Sète, Musée Paul Valéry,  (consulter en ligne).
  - « Les natures mortes de Juan Gris ou le sublime familier », Juan Gris : Rimes de la forme et de la couleur. Catalogue d'exposition, Sète, Musée Paul Valéry (consulter en ligne).
- 2012 : Marc Ronet, Fenêtre sur paysage, Exposition, Galerie Univer-Colette Colla, Paris, 15 mars - 26 juin 2012 (BNF 42630146).
- 2014 : James Coignard, catalogue d'exposition, Galerie Capazza, Nançay.
- 2015 : « Le Yiddish, cette musique juive », Marc Chagall et la musique. Catalogue d'exposition,  Musée de la Musique (Paris), Philharmonie de Paris, éditions Gallimard.
- 2016 : « En Marge », Alechinsky, Marginalia : plume et pinceau. Catalogue d'exposition, Le Cateau-Cambrésis, Musée Matisse.
- 2017 :
  - « Calder fait son cirque », Calder : Forgeron de géantes libellules. Catalogue d'exposition, Rodez, Musée Soulages, éd. Gallimard.
  - « En piste, l’artiste », Chagall, de la poésie à la peinture. Catalogue d'exposition, Landerneau, Fonds Hélène et Édouard Leclerc pour la culture.
  - « Acrobates de la cruauté », Vladimir Veličković. Catalogue d'exposition, Issoudun, Musée de l'Hospice Saint-Roch.
  - « Visage ou Portrait », Derain, Balthus, Giacometti, une amitié artistique. Catalogue d'exposition, Paris, Musée d'Art moderne de la ville de Paris  (ISBN 9782759603534).
- 2018 : « Théâtre de la cruauté », Otto Dix : estampes. Catalogue d'exposition, Les Sables-d'Olonne, Musée d’art moderne et contemporain des Sables-d’Olonne,Cahiers de l’Abbaye Sainte-Croix, no 136,  (consulter en ligne).

## Commissariat d’expositions
- « Signes de terre - Face à face d’un peintre israélien et d’un peintre palestinien », Paris, Musée-Galerie de la Seita 1997.
- « Ludwika Ogorzelec - Sculptures et installation », Paris, Musée-Galerie de la Seita, 1998.
- « Jawlensky-Werefkin », Paris, Musée-Galerie de la Seita, 2000.
- « Cherchez L’homme, Le nu masculin vu par les artistes femmes », Paris, Espace Ricard, 2000.
- « La Peau de l’œuvre », Paris, Galerie Univer , 2008, (consulter en ligne).
- « Le Visage qui s’efface - de Giacometti à Baselitz », Toulon, Hôtel des Arts, 2008[9].
- « La Promesse d’une ville » , œuvres de Katia Lafitte, Faust Cardinali, Joseph Caspari, Annie Lacour, Antonio Ségui, Judith Marin, Marko Echeverria, Paris, Galerie Univer, 2010. (consulter en ligne).
- « Paysage à la figure absente », œuvres de Marinette Cueco, Mathilde Guillemot, Sebastien Lemporte, Vincent Mauger, Bernadette Tintaud, Stephane Guénier, Sylvie de Meurville, Fadia Haddad, Paris, Galerie Univer, 2013. (consulter en ligne).
- « Peinture silencieuse », œuvres de Emmanuelle Pérat, Didier Hagège, Emmanuelle Mason, Jean-Pierre Schneider, Pierre Buraglio, Philippe Cognée, Paris, Galerie Univer, 2017, (consulter en ligne).

## Podcast
- « Autour d'elle, 1945 - Marc Chagall » dans la série Un Podcast, Une Œuvre, Paris, Centre Pompidou, 2022. Disponible au : https://www.centrepompidou.fr/fr/podcasts/un-podcast-une-oeuvre/art-et-exil